# Nass Bay
De Nass Bay is een baai in het westen van Brits-Columbia in Canada.

## Geografie
De baai snijdt in het vasteland van Canada in. In het westen mondt de baai uit in de Observatory Inlet, vlak voordat deze uitmondt in het Portland Canal. Vanuit het oosten wordt de baai gevoed door de Nass River.
Het waterlichaam ligt in de mariene ecoregio Noord-Amerikaans Pacifisch Fjordland.

## Geschiedenis
De naam betekent in het Tlingit "voedselmand" en verwijst naar de grote overvloed aan eulachon en zalm.